# Regndans

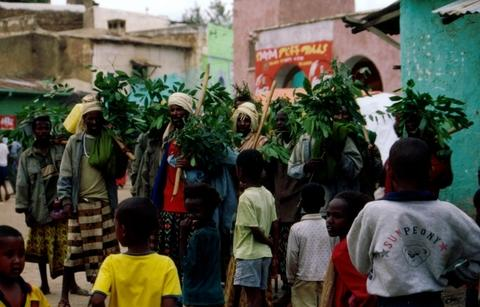
En regndans i Etiopien

Regndans är en ceremoniell dans som genomförs för att frammana regn och för att beskydda skörden. 
Det finns många olika tolkningar av regndanser och de återfinns i många olika kulturer. Från det forna Egypten till olika stammar av USA:s ursprungsbefolkning. De återfinns också i nutidens Balkan i ritualer som den rumänska Paparuda eller den slaviska Perperuna.
Cherokeestammen från sydöstra USA dansade regndanser både för att framkalla nederbörd och för att rena jorden från onda andar. Stammens legender berättar, att regnet som samlades innehöll tidigare hövdingars andar och när regnet föll besegrade dessa de onda andarna i världen mellan andevärlden och verkligheten.
Man trodde också att särskilt konstfulla danser skulle kunna inspirera dansarna och även publiken att delta i ovanliga och extrema former av andakter.